# IT Genetics
IT Genetics este o companie cu capital 100% românesc, cu sediul în București, cunoscută pentru comercializarea soluțiilor IT profesionale pe piața AIDC/POS, destinate automatizării și eficientizării proceselor din industrii precum: retail, e-commerce, farma, producție, logistică, transport, instituții publice sau HoReCa. 
Compania a fost fondată în 2007 de Liviu Mihai Sima în parteneriat cu Stefan Axinte. Dupa lansarea în 2008 a primului magazin online B2B din România , în 2018 compania a lansat și prima aplicație e-commerce B2B pe mobil. În anul 2020 Adriana Arhire a fost numită CEO al companiei.

## Istorie
În 2007, Liviu Mihai Sima și Ștefan Axinte pun bazele companiei IT Genetics.
În 2009 se lansează ITGstore.ro, primul magazin online B2B din România - complet dedicat companiilor.
În 2018 se lansează aplicația mobilă ITGstore.ro, iar compania se extinde internațional, intrând pe piața din Ungaria.
În 2019 IT Genetics demarează activitatea într-o nouă piață - Bulgaria.
În 2021 este deschisă a treia reprezentanță a companiei pe piața din străinătate, în Spania.
În prezent compania activează în România, Bulgaria, Ungaria și Spania.